# El fuego
El fuego es una novela de Katherine Neville publicada en 2008 y en venta el 29 de diciembre del mismo año. Se trata de la secuela de la novela El ocho, la novela más famosa de Neville.

## Argumento
2003, Colorado: Alexandra "Xie" Solarin recibe una inesperada invitación a la fiesta de cumpleaños de su madre, Cat Velis, quien nunca antes había celebrado este día. Años atrás, la propia Cat junto a su marido, Alexander Solarín, repartió por diferentes países del mundo las fabulosas piezas del legendario ajedrez de Montglane, con el objetivo de que nadie nunca pudiera reunirlas y hacerse con el poder secreto que se encuentra oculto en ellas. Cuando Alexandra llega a la casa de su madre en las Rocosas, se encuentra con que la vivienda está vacía. Su madre no aparece por ningún lado, pero sí una serie de invitados igualmente inesperados, que al parecer su madre había invitado también ese día. 
Algo sumamente importante está ocurriendo y Alexandra aceptará el reto de seguir las misteriosas pistas que le ha preparado su madre para descubrir el secreto del antiguo ajedrez, conocer su pasado y darle un punto final a un acontecimiento en el cual las piezas ya están jugadas y solo falta terminar una partida que comenzó hace mucho tiempo.